# Arisa (cantante)
Arisa Vargas (Santo Domingo, 30 de noviembre), conocida por su nombre de pila Arisa, es una comunicadora social y cantante de música cristiana. Perteneció al grupo de pop-rock Xtrema Causa desde 2005, relanzando su carrera como solista en 2016
Ha lanzado un álbum Yahweh(2016) el cual ha recibido un reconocimiento en los Premios El Galardón como Revelación del año en 2018 ,por su sencillo Siani volvió a estar en los mismos premios como Artista femenina del año en 2021.

## Carrera musical
Sus estudios de música e interpretación los realizó en la Escuela Elemental de Música Elila Mena y el Conservatorio Nacional de Música de su país. A la edad de nueve años, inicia en la música y el canto, presentándose en diferentes actividades públicas.

### Xtrema Causa (2005 - 2011)
Compuesto por Arisa Vargas, Thelma Constant, Llewelyn Vargas, Pamel Mansebo, Armando Fernández e Isaac Polanco, la agrupación de pop rock cristiano se formó en 2001, y debutó en el año 2005 con el álbum Descansa, el cual incluye ocho temas en español y dos en inglés. En República Dominicana, promocionaron su álbum debut en un concierto que contó con la participación del rapero Redimi2.

### Arisa como solista (2015 - actualidad)
Luego de la disolución de la banda, Arisa tomó un breve descanso. En el 2016, lanzó su primer proyecto como solista titulado Yahweh. Angelo Frilop, líder y productor del Grupo Barak fue el encargado del proyecto, que también se grabó en DVD,dicho álbum hizo que en 2018 Arisa recibiera un reconocimiento por Premios El Galardón como cantante revelación central del año.
En noviembre del 2016 colaboro con Yamilka en la versión acústica de Tu me amaste para su álbum Incomparable Acústico.
Después de cuatro años en 2020 regreso con su sencillo Magnífico Dios.
En 2021, Arisa presentó Sinaí, escrita y producida nuevamente por Angelo Frilop. Para la difusión de este nuevo sencillo, se preparó un audiovisual recreando una presentación en vivo junto a su banda, dirigido por Agner Marte y su equipo. Ese mismo año sería reconocida en Premios El Galardón como Artista femenina del año.
En el 2024 Arisa anuncio un nuevo proyecto titulado Adulamis del cual se ha especulado que se lanzará en el 2025.

## Discografía

### Como Xtrema Causa
- 2005: Descansa

### Como solista
- 2016: Yahweh
- ¿2025?: Adulamis

## Premios y reconocimientos
- Premios El Galardón 2018: Revelación Central del año[16]
- Premios El Galardón 2021: Artista femenina del año[17]